# Cristfried Ganander

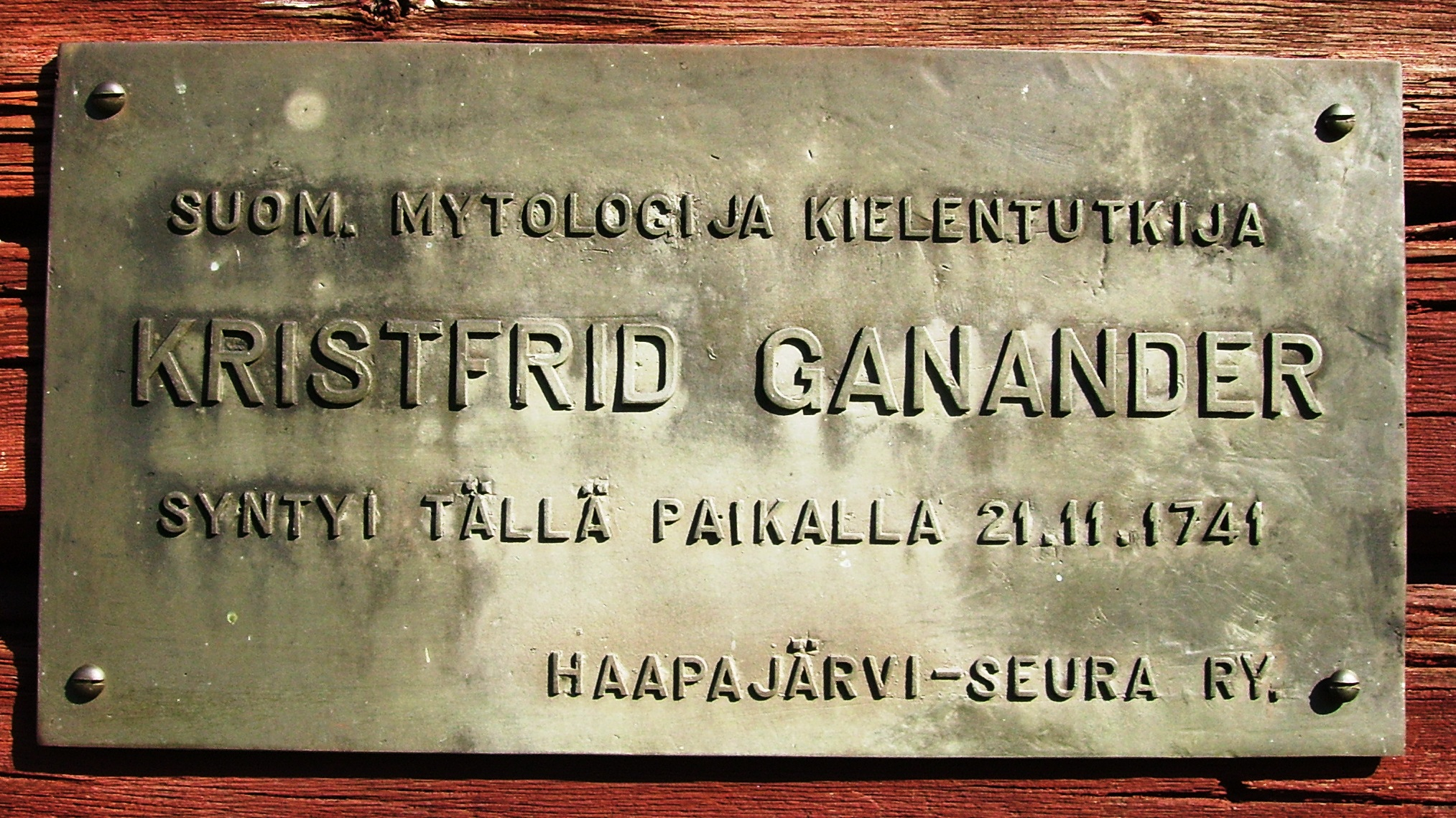
Emléktábla szülővárosában, Haapajärviban

Cristfried Ganander (Haapajärvi, Észak-Pohjanmaa, 1741. november 21. – Rantsila, 1790. február 17.) finn néprajzkutató és lexikográfus.

## Élete
Apja Thomas Ganader evangélikus káplán, anyja Helena Hiden volt. Apja 1751-ben elhunyt, ezután nagyapja, Henrik Hiden fogadta be, aki a kauhajoki-i plébánia káplánja volt. Maga Ganader is mint káplán tevékenykedett Rantsilában 1775 és 1790 közt. A turkui Akadémián teológiát hallgatott, 1763-ban szentelték fel, a mesterképzést 1766-ban fejezte be. Tanulmányai alatt komoly hatást gyakoroltak rá a természettudományok, s érdeklődni kezdett Henrik Gabriel Porthan finnség-fogalma iránt.

## Munkái
Aenigmata Fennica
Irodalmi pályafutását egy találós kérdés- és mesegyűjtemény kiadásával kezdte. Az anyagot Österbotten tartomány szájhagyományából gyűjtötte össze amikor Rantsila káplánja volt. Aenigmata Fennica, Suomalaiset Arwotuxet Wastausten kansa című gyűjteménye először 1793-ban jelent meg, az első kiadás 378 találós kérdést tartalmazott (egy későbbi kiadást lerövidítettek, néhány szexuális és egyházi jellegű darabot kivettek). Az általa gyűjtött anyag a népköltészeten és a finn lexikonon alapul.
Mythologia Fennica
A Mythologia Fennica a népköltészet, a hagyományok, mágikus szövegek és az irodalmi források kézikönyveként jelent meg 1789-ben. A munka egyben bemutatja a finn nép korai történelmét is. Maga a mű eredetileg 1785-ben készült el, s igazából Ganander szélesebb körű lexikográfiai munkásságának része volt. Az új kiadás 1961-ben jelent meg. A munkát később Elias Lönnrot figyelemre méltó alkotásnak tartotta, s saját munkáját később Ganander kiindulópontjáról folytatta.
Nytt Finskt Lexicon
Legfigyelemreméltóbb munkája a Nytt Finskt Lexicon című szótár. A munka több, mint 30 000 lexikális bejegyzést tartalmaz, amelyeket Ganader svéd és latin magyarázatokkal látott el. A kötetben etimológiai magyarázatok is találhatóak. A művet nem adták ki a szerző életében, első kiadása 1937 és 1940 közt jelent meg.
Egyéb munkái
1780-ban egy disszertációt publikált a roma nép eredetéről, életmódjáról és nyelvéről. Nemzeti és tudományos érdeklődése az oktatásra is vonatkozott. Ganader adott ki kettők a legkorábban megjelent finn nyelvű orvosi könyvek közül: Maan-Miehen Huone-ja Koti-Aptheeki és Eläinten Tauti-Kirja. Még a 19. században is számos kiadása jelent meg ezeknek a munkáknak.

## Fordítás
- Ez a szócikk részben vagy egészben  a   Cristfried Ganander című angol Wikipédia-szócikk ezen változatának fordításán alapul.  Az eredeti cikk szerkesztőit annak laptörténete sorolja fel. Ez a jelzés csupán a megfogalmazás eredetét és a szerzői jogokat jelzi, nem szolgál a cikkben szereplő információk forrásmegjelöléseként.